# Некропола стећака у Шабићима
Некропола са стећцима на локалитету Хан у Шабићима у општини Трново, национални је споменик Републике Српске и Босне и Херцеговине, кога чини некропола са 53 стећка. На овом подручју су заступљена родовска гробља као и мање некрополе појединих породица. Шабићи су били родовско село унутар већег територија сеоске општине, на шта  указује име села и постојање родовске некрополе са стећцима, који су датирани у период од краја 14. до почетка 16. века.

## Заштита
На основу одлуке Комисија за очување националних споменика, на основу члана V став 4. Анекса 8. Општег оквирног споразума за мир у Босни и Херцеговини и члана 39. став 1. Пословника о раду Комисије за очување националних споменика, на седници одржаној од 19. до 23. јануара 2006. године донета је одлука да се Историјско подручје – Некропола са стећцима на локалитету Хан у Шабићима, општина Трново, прогласу за национални споменик  Босне и Херцеговине.

## Положај
Некропола са стећцима се налази на локалитету Хан у селу Шабићи у општини Трново, на простору означеном као к.ч. 2369 и 2370, з.к. уложак бр. 397 и 401, к.о, Шабићи, општина Трново, Федерација Босне и Херцеговине, Босна и Херцеговина.
Ово подбјелашничко село налази се на југоисточним падинама планине Бјелашнице, на раскрсници путева за насеља Ракитницу и Синановиће. Село је на надморској висини око 1.160 м размештено у долини амфитеатралног облика која се спушта од севера ка југу, према левој обали Ракитнице. Некропола стећака налази се у сред села на локалитету Хан, некада на узвишење поред сеоског друма који је водио из Шабића за село Ракитницу. Са источне стране је омеђена поменутим путем, са северне и јужне приватним земљиштем. На западном рубу је појас приватног земљишта, којим је некропола одвојена од данас активног мезарја.

## Предуслови
Појавом првих рудника и градова у средњовјековној Босни остварили су се сви предуслови за појаву стећака на овим просторима. Стећци, као нови начин обележавања гробова, у Европи почиње нешто раније (12. и 13. век). Име стећак долази од његове главне намене да стоји изнад гроба као споменик, партицип глагола стајати — стојећи или, како се раније говорило стећи. Према сведочанствима натписа називи који се паралелно користе за стећке су: билиг, кäм, зламен, кућа,старе гробнице, каурско гробље, дивовско камење.
Средњовјековни камени надгробни споменици карактеристични су за подручје старе Босанске државе. Стећци се јављају као део непрекинутог сепулкралног континуитета на босанском подручју чији корени сежу дубоко у праисторијско време.
Стећци су раширени по читавој Босни и Херцеговини (осим Посавине и западног дела Босанске крајине), док их је највише 1/3 на простору општине Пале.

## Значај
На просторима на којима настају и развијају се некрополе са стећцима одраз су прожимања различитих културних утицаја које у времену 13. до 16. века налазимо на просторима Ррпублике Српске већином припадају латинском Западу али и византијском Истоку.
Већину њихових рељефа (који су упечатљиви аспект њихове појавности), ма колико били одмакнути од службених канона, ипак можемо читати посредством различитих саставница опште европске средњовековне културе (племићке, црквене и народне) односно романичке и посебно готичке уметности.
С друге стране, ова специфична култура дубоко је повезана са знатно ранијим, праисторијским, античким и раносредњовековним традицијама. Праисторијске и античке традиције се највише сагледавају у одабиру места где су постављени као и у појави одређених врста симболичких рељефа. Чињеница је да стећци већим делом означавају гробља на редове које у европској археологији пратимо од раног средњег века и периоде сеобе народа.

## Географија локалитета
Планина Бјелашница у географском смислу дели  Босну и Херецеговину на два дела:
- босански део  - према Хаџићима, Пазарићу, Трнову и Раштелици, на северним падинама и без сталних насеља,
- херцеговачки део - на јужним падинама Бјелашнице са сталним насељима.

Јужни дио Бјелашнице протеже се све до десне (босанске) обале реке Неретве. Јужно од Белашнице је планина Височица. Њих оштро раздваја река Ракитница. На југоисточном пределу Белашнице, на делу званом „ниска Бјелашница”, надморске висине од 1.200 до 1.500 м постоје стална насеља.
Шабићи се, заједно са Умољанима, Крамарима, Лукавцем, Брдима и Малешићима налазе у горњем току Ракитнице, на десној обали реке.

## Историја
На ширем подручју Шабића, у неким рекогносцирањима установљени су трагови из праисторије, а многа од њих носе и данас средњовековне топониме. Простор око реке Ракитнице био је преко Штирног дола повезан са Сарајевским пољем и насељима у долини Миљацке, а преко Јагодин дола са Коњицем.
У касном средњем веку део од реке Ракитнице од извора на истоку, до речице Трешанице на западу, припадао је управном котару Чрешњево, унутар жупе Неретве. Жупа Неретва је у 15. веку била  подељена на босански и херцеговачки део, са граничном линијом на реци Неретви. Босански део се протезао до десне обале Неретве и припадао је области Краљеве земље, а херцеговачком делу су припадали предели на левој обали Неретве, и били су под влашћу обласних господара Косача. Центар управног котара био је град Чешњево, који је достигао највећи степен развоја у 15. веку. Имао је деташирано подграђе (на територији данашњег Коњица) и царину, јер је поред града пролазио фреквентни пут из долине Неретве.
Цео крај, а са њим и подручје жупе Чешњево вероватно је припадало феудалном поседу босанских краљева, односно  био је краљевска домена.
Османлије су заузели подручје до десне обале Неретве 1463. године, па се у попису од 1468. со 1469. године јавља  нахија Чешњево. У наредном попису из 1477. године ова нахија се више не спомиње.
Скоро на целој територији управног котара Чешњево живела је велика група Влаха катунара као стални насељеници у оквиру катуна који су били слични сеоским (земљорадничким) словенских општина. На простору горњег тока Ракитнице, у којем је село Шабићи, према топономастици могу се наслутити трагови једне такве општинске организације. У Умољанима, Тушилима и Шабићима се налази топоним Варда, који указује на организовану војно-полицијску службу сеоских општина. Заједнички култни центар ових општина вероватно се налазио у Умољанима, који су то остали до данас.
Између Умољана и Шабића налази се локалитет Црквина, а у Умољанима главна џамија. У истом селу је и топоним Игриште, један од назива везаних за култна места предхршћанског култа, која се обично јављају у насељима са црквама.

### Девастација некрополе током рата у БиХ
Током рата у БиХ 1993-1995. године на овој локацији био је позициониран део француског батаљона УНПРОФОР-а, чији су припадници померили две групе стећака;
* прву  - испред и поред продавнице
* другу -уз источни руб некрополе, нарочито на њеном североисточном делу, и склонили стећке са друге стране пута и зграде у селу. Тако је део стећака доспео  и на падине иза сеоске амбуланте.
Јединицама УНПРОФОР-а је требао паркинг простор, проширени пут и утврђени заклон од врећа напуњених песком и бодљикаве жице. Том приликом је укоњена је око 1/3 благог узвишења на коме су стајали стећци, а на осталом делу некрополе је био војни положај са заклонима.
Премна стању из 1999. године од преосталих стећака ин ситу, већина их је тешком механизацијом склоњена уз источну ивицу пута, мањи део је строваљен у јарак између некрополе и мезарја, понеки је затрпан земљом при равнању терена, а један је преваљен преко живице у мезарје. Тада су многи од споменика знатно оштећени или напукли.

### Обнова некрополе 2002.
Од 16. јула  до 10. августа  2001. извршена су археолошка истраживања гробова. Наредне, 2002. године стећци су, колико је то било могуће, према расположивој документацији и према стању на терену враћени на првобитну локацију, али није било могуће извршити реконструкцију првобитног стања некрополе.

## Опис добра
На некрополи је  откривено:
- 53 стећка, од тога су 4 плоче, 27 сандука, 12 сандука са постољем,
- 4 сљемењака, 4 сљемењака са постољем
- 2 групе  са неколико остатака разбијених комада стећака.

Од укупног броја украшено је 5 споменика (9,4%).
Највећи број стећака је оријентисана у природном правцу пружања терена северозапад (узглавље)–југоисток, уз неколико изузетака. Неколико стећака уз западну границу некрополе било је оријентисано у правцу југ–север. У средишњем делу некрополе и код зграде Месне заједнице мањи број стећака је било оријентисан у правцу југозапад–североисток.

### Опис некрополе до девастирања (1993—1999)
Некропола је сукцесивно разграђивана. Шефик Бешлагић је, је 1960-их шездесетих евидентирао 58 стећака, од тога 41 саднук, 9 плоча и 8 сљемењака, са знатним оштећењима  и преваљеним и утонулим стећцима.
Према аерографском снимању терена 1981. године дешифровано је укупно 55 споменика, од тога.
- 47 споменика унутар некрополе,
- један споменик испред улаза у зграду Месне заједнице и
- 7 споменика уз југозападни  зид  зграде Месне заједнице.

Стручњаци Градског завода за заштиту споменика културе из Сарајева су 1986. године констатирали да је одређени број стећака био померан, а на споменицима су била видљива напукнућа проузрокована механичкм силом.

## Археолошка истраживања
Археолошким истраживањима током 2001. године којима је обухваћена површина од 650 м², открила су да су првобитно, најгушће поређани стећци били у североисточном делу некрополе и даље према југоистоку. Како је овај део нерополе покрила нова траса пута овај део је остао неистражен.
Откривен је 21 гроб, укопани у лапоровиту глину која се претвара у кречњак. Дно гробова је био на различитим дубинама од 0,9-1,77 м. Укопи покојника су вршени на неколико начина:
- директним полагањем у земљану раку (12 гробова),
- полагањем покојника у дрвене сандуке заковане гвозденим ексерима (7 гробова),
- полагањем покојника у камену конструкцију у виду двосливног крова (1 гроб).[2]

Сви покојници су полагани на леђа, док положај главе, руку и ногу у већини случајева није било могуће установити због оштећености скелета. Главе покојника су окренуте на југозапад или северозапад са погледом упереним ка истоку. Прилога у гробовима није било, што не указује на уједначени социјални статус чланова рода, него уништеност налаза.